# بيتر واتسون (مصور)
بيتر واتسون (بالإنجليزية: Peter Watson)‏ هو مصور بريطاني، ولد في 1 فبراير 1952.